# Euoplos bairnsdale
Espèce
Synonymes
- Arbanitis bairnsdale Main, 1995

Euoplos bairnsdale est une espèce d'araignées mygalomorphes de la famille des Idiopidae.

## Distribution
Cette espèce est endémique du Victoria en Australie.

## Publication originale
- Main, 1995 : Biosystematics of Australian mygalomorph spiders: two new species of Arbanitis from Victoria (Mygalomorphae: Idiopidae). Victorian Naturalist, vol. 112, p. 202-207.